# Roquecourbe-Minervois
Roquecourbe-Minervois es una comuna francesa situada en el departamento de Aude, en la región de Occitania.

## Demografía
| 145 | 120 | 120 | 110 | 111 | 109 | 131 |
| Para los censos de 1962 a 1999 la población legal corresponde a la población sin duplicidades (Fuente: INSEE [Consultar]) |     |     |     |     |     |     |